# McLaren Solus GT
McLaren Solus GT – hipersamochód wyprodukowany pod brytyjską marką McLaren w 2023 roku.

## Historia i opis modelu

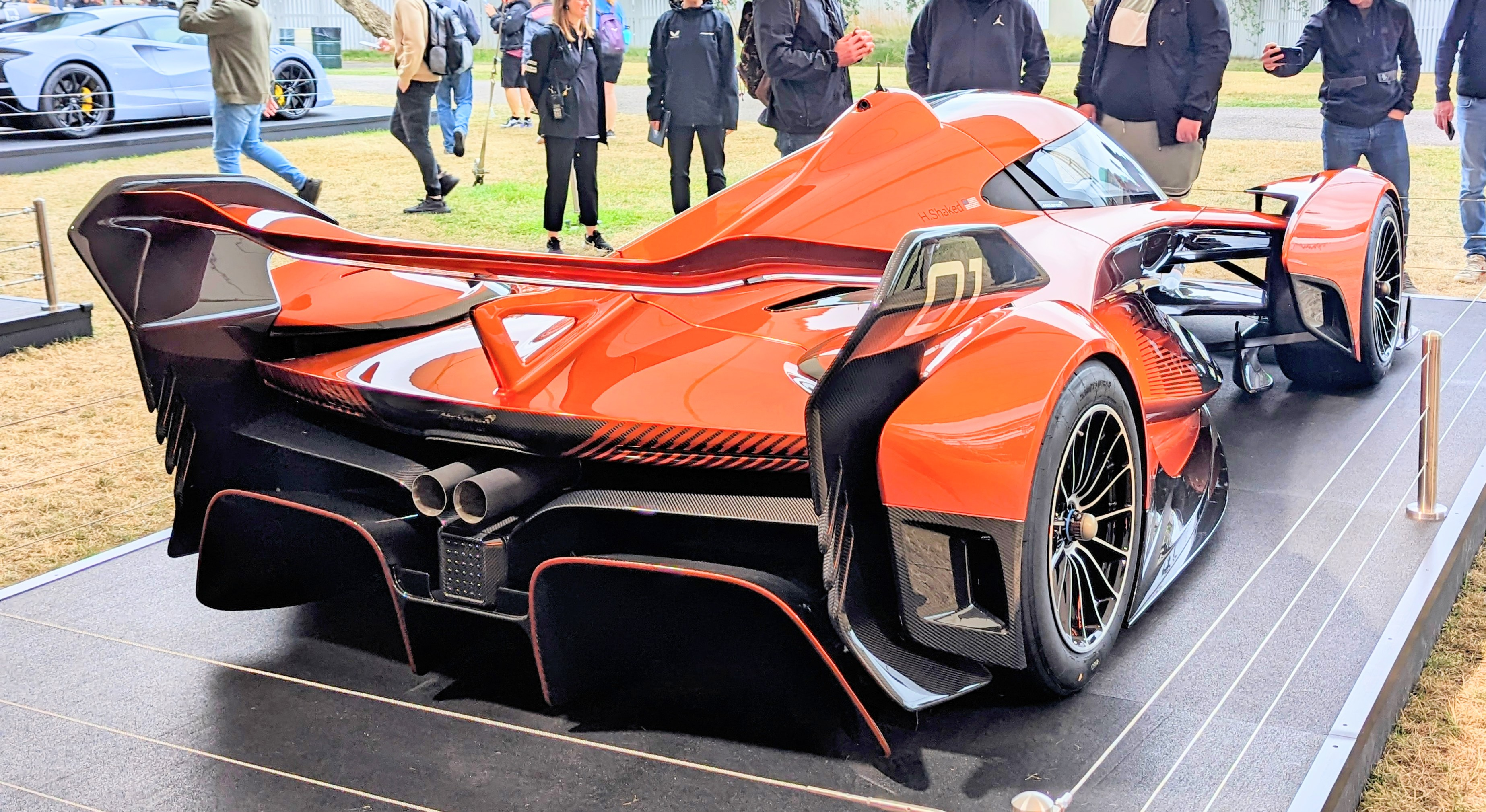
McLaren Solus GT - tył

W październiku 2017 r. odbyła się premiera słynnej gry komputerowej Gran Turismo Sport, na potrzeby której projektanci McLarena opracowali wirtualny model szybkiego samochodu Ultimate Vision GT. Niespełna 5 lat później, brytyjski producent motoryzacyjny przedstawił urzeczywistnienie informatycznego projektu, który posłużył jako inspiracja dla zbudowania limitowanego torowego hipersamochodu o nazwie McLaren Solus GT. Stylistyką łączy on cechy wizualne wirtualnego projektu z 2017 roku i samochodów wyścigowych Formuła 1, wyróżniając się aerodynamiczną sylwetką z obszernymi wlotami powietrza, jednoczęściową szybą oraz masywnym tylnym spojlerem.
Solus GT jest samochodem jednoosobowym, z centralnie umieszczonym fotelem kierowcy, który zasiada w pozycji półleżącej, dostając się do kabiny przez odchylaną górną pokrywę nadwozia. Kierownica została wyposażona w LCD precyzyjnie wskazujący informacje o jeździe. W celu utrzymania masy pojazdu na niskim poziomie monokok wykonano z wykorzystaniem włókna węglowego, a także elementów wydrukowanych za pomocą drukarki 3D. 18-calowe aluminiowe obręcze wyposażono w sportowe ogumienie.
Napęd McLarena Solus GT to silnik firmy Judd ZI V10 o pojemności 5,2 litra, który umożliwia rozpędzenie się do 100 km/h w 2,5 sekundy i do prędkości 322 km/h. Napęd jest przenoszony na tylną oś przez siedmiobiegową sekwencyjną skrzynię biegów.

### Sprzedaż
McLaren Solus GT jest limitowaną konstrukcją, zbudowaną do wyszukanego grona nabywców. Na premierze 25 egzemplarzy zostało sprzedanych za równowartość 16,5 miliona złotych za sztukę. Dostawy zaplanowano na 2023 rok. Pojazdy nie są homologowane do powszechnego użytku, zdolne tylko do poruszania się po torze wyścigowym. Dla każdego z nabywców pojazdu wyścigowego przewidziano w zestawie kombinezon kierowcy wyścigowego z atestami FIA, sygnowany kask, a także specjalne przeszkolenie przygotowujące do poruszania się tym samochodem.

### Silnik
- V10 5.2l 840 KM[7]